# 人民中国
《人民中国》（日语：人民中国）是中国外文局旗下的一份日文杂志，由人民中国杂志社出版发行。截至2013年，该杂志是中国唯一一本在中日两国公开发行的国家级日文综合月刊杂志。

## 历史
《人民中国》杂志1953年6月在北京创刊，以“促进中日友好、增进日本人民对中国的了解”为办刊宗旨，内容着重反映中国人民在政治、经济、文化等各个领域的成就和精神面貌，介绍中国的历史、地理、风土人情和人民生活的现状。目前该杂志在中国和日本同时印刷发行。